# Syzeuctus tanycorpus
Syzeuctus tanycorpus är en stekelart som beskrevs av Dali Chandra 1976. Syzeuctus tanycorpus ingår i släktet Syzeuctus och familjen brokparasitsteklar. Inga underarter finns listade i Catalogue of Life.